# Velká Baba (Bobravská vrchovina)
Velká Baba (446 m n. m.) je lesnatý kopec v Bobravské vrchovině. Nachází se v přírodním parku Baba mezi Brnem a Kuřimí.

## Dostupnost
Na samotný vrchol nevede turistické značení. Nejblíže vrcholu jsou zelená turistická značka přístupná z Jinačovic nebo Řečkovic a žlutá, která vede z Medlánek do Kuřimi.

## Flóra
V oblasti lze nalézt významnější druhy rostlin jako je lilie zlatohlavá, lýkovec jedovatý, náprstník velkokvětý, plamének přímý nebo medovník meduňkolistý.

## Galerie

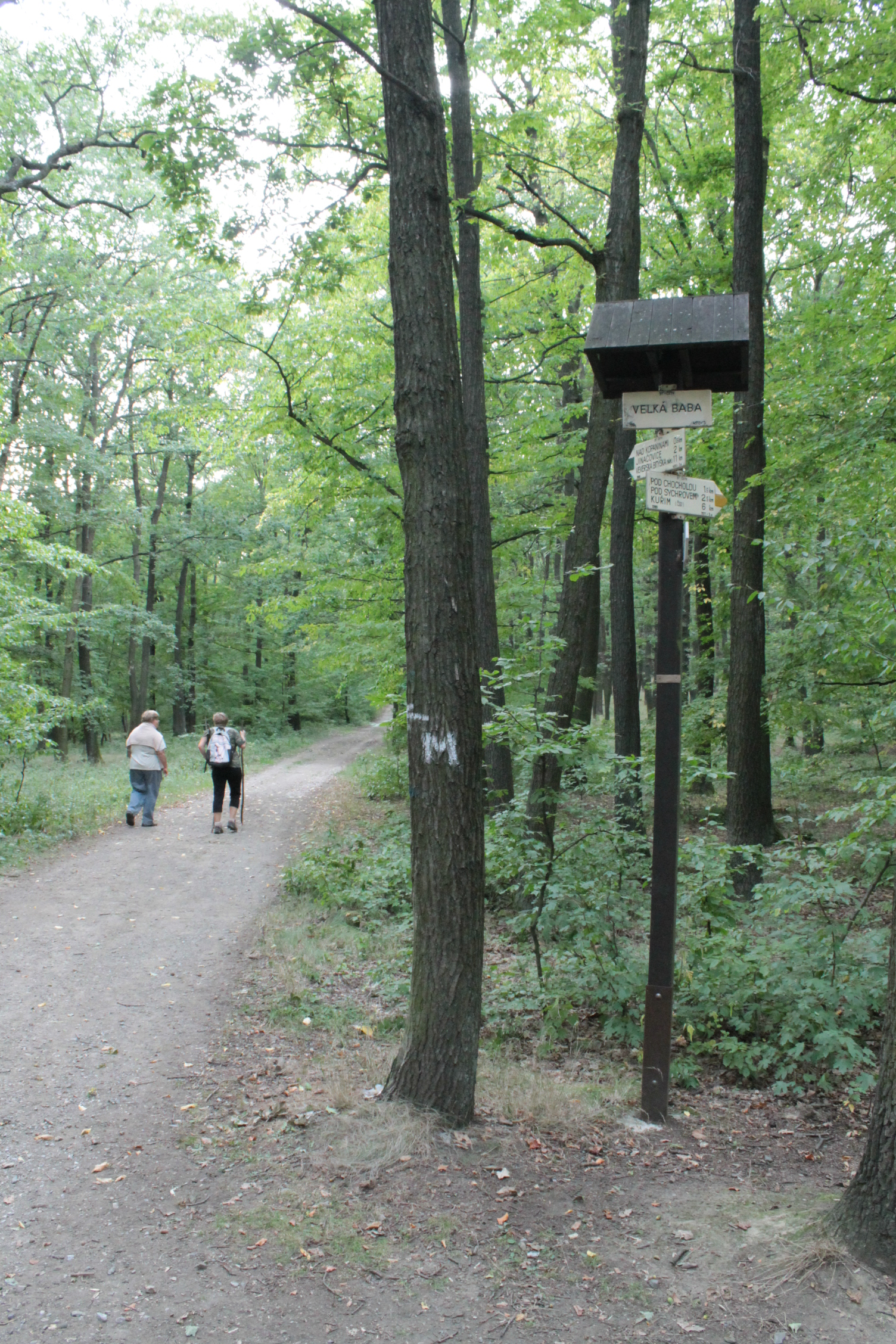
Rozcestí u vrcholu
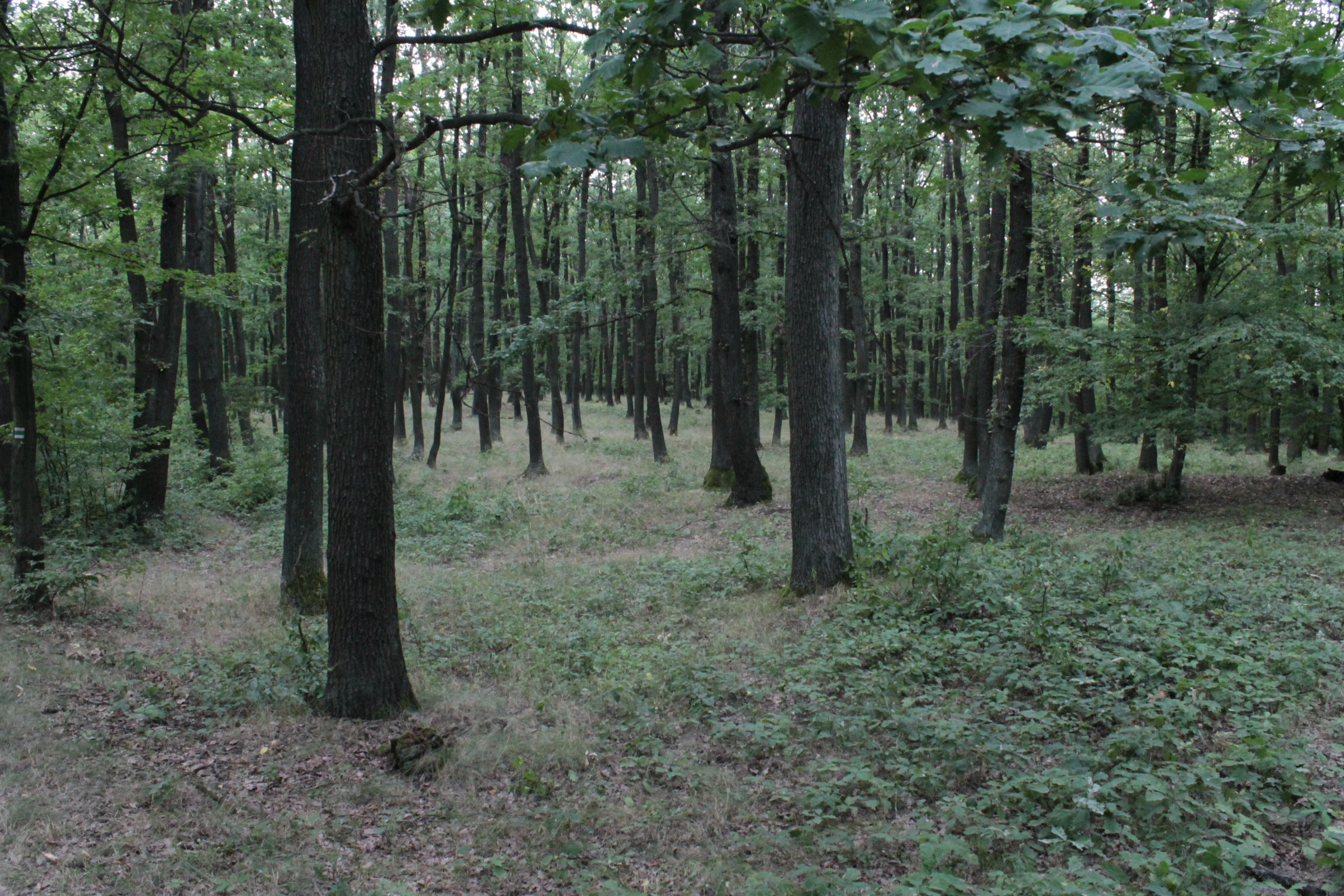
Les na vrcholu